# Капитан Прада, Хесус
Хесус Капитан Прада (исп. Jesús Capitán Prada род. 26 марта 1977, Камас) — испанский футболист, игрок сборной Испании.

## Карьера
Хесус родился в Камасе. За исключением аренды в «Гранаде» в третьем дивизионе, большую часть своей карьеры он провел в ФК «Реал Бетис». Ранее он почти 150 раз выходил на поле в составе резервистов, а 26 мая 1997 года дебютировал в первой команде и Ла Лиге в матче против «Валенсии».
В дальнейшем Капи сыграл более 250 матчей за клуб на стадионе Бенито Вильямарин, всегда являясь важной частью команды. Свой первый гол за клуб он забил 19 ноября 2000 года, хотя и в домашнем поражении 1:3 от соседней «Севильи», где он отличился, прежде чем его унесли на носилках за 15 минут до конца матча при счете 1:1, поскольку кампания в Сегунде закончилась повышением в классе для обеих команд города. Однако в 2004-05 годах, когда команда заняла четвёртое место в лиге и квалифицировалась в Лигу чемпионов УЕФА, он принял участие лишь в 11 матчах, в основном из-за травм.
После двух с половиной месяцев простоя, Капи вернулся в строй 4 апреля 2009 года, выйдя на замену во втором тайме домашнего матча с «Нумансией» (3:3), по итогам которого «Бетис» выбыл во второй дивизион.
В сезоне 2009-10 годов Капи продолжали беспокоить травмы, однако он сыграл 26 матчей (только три полных), так как клуб не смог вернуть утраченный статус. 19 июня 2010 года 33-летний игрок принял участие в своей последней игре в составе «вердибланко»[неизвестный термин] — бесполезной домашней победе 4:0 над «Леванте» (они заняли четвёртое место, сыграв вничью со второй и третьей командами), после чего его контракт истек и не был продлен.